# Chiesa di San Silvestro (Cassegliano)
La chiesa di San Silvestro Papa è un edificio di culto cattolico di Cassegliano, frazione di San Pier d'Isonzo, in provincia ed arcidiocesi di Gorizia; fa parte del decanato di Ronchi dei Legionari ed è filiale della pieve di San Pier d'Isonzo.

## Storia
La prima chiesa di Cassegliano della quale abbiamo notizia fu costruita probabilmente nel XIV secolo. Detto edificio venne riedificato nel Cinquecento. L'attuale chiesa venne costruita tra il 1773 e il 1786.
Nel 1914 si iniziò ad erigere il campanile, ma i lavori vennero poco tempo dopo interrotti a causa dello scoppio della prima guerra mondiale; fu completato soltanto nel 1923. Un primo restauro venne condotto nel 1917, un secondo nel 1975.